# Giovanni Antonio Rusca
Giovanni Antonio Rusca (* 1780 in Locarno; † 19. März 1853 in Mailand) war ein Schweizer Anwalt, Politiker, Journalist und Tessiner Grossrat und Staatsrat.

## Biografie
Giovanni Antonio Rusca von Loco (heute Gemeinde Isorno) wurde als Sohn des Giuseppe Antonio Rusca und seiner Frau Giuseppa Scannagatti geboren. Nach seinen Studien arbeitete er als Rechtsanwalt in Locarno und gehörte 1839 zu den Mitgründern der Nuova Gazzetta del Cantone Ticino, einer politisch gemässigten Zeitung. Er wurde von 1808 bis 1815 und von 1833 bis 1839 in den Tessiner Grossrat (Präsident 1836) gewählt und nahm 1837 als Tessiner Gesandter an der eidgenössischen Tagsatzung teil.
Im Jahr 1838 wurde er als Gemässigter in den Tessiner Staatsrat gewählt und bildete dort mit Corrado Molo und Giovanni Battista Riva die Dreierallianz, die sogenannte la Tripola. In der radikalen Revolution von 1839 wurde diese Regierung gestürzt, worauf Rusca, des Verrats angeklagt und nach einem Prozess in Abwesenheit zu drei Jahren Zwangsarbeit und zum Ausschluss von allen öffentlichen Ämtern verurteilt, wobei es ihm gelang, der Strafe durch Flucht nach Pallanza zu entgehen.
Dennoch spielte er eine führende Rolle bei der Planung der gescheiterten konterrevolutionären Versuche von 1841 und 1843 im Kanton Tessin.